# AZS Olsztyn w sezonie 2018/2019

## Transfery

### Przyszli
| Imię i nazwisko  | Poprzedni klub    |
| ---------------- | ----------------- |
| Marcel Lux       | VK Slávia Svidník |
| Dienis Kalinin   | Dinamo Moskwa     |
| Serhij Kapełuś   | GKS Katowice      |
| Radosław Gil     | Calcit Kamnik     |
| Paweł Pietraszko | GKS Katowice      |
| Sebastian Warda  | Onico Warszawa    |
| Jakub Urbanowicz | KPS Siedlce       |
| Mateusz Poręba   | SMS PZPS Spała    |
| w trakcie sezonu |                   |
| Marcin Wika      | Stocznia Szczecin |

### Odeszli
| Imię i nazwisko   | Lata gry w klubie | Nowy klub            |
| ----------------- | ----------------- | -------------------- |
| Tomas Rousseaux   | 2017 – 2018       | GKS Katowice         |
| Blake Scheerhoorn | 2017 – 2018       | UGS Nantes-Rezé      |
| Jakub Kochanowski | 2016 – 2018       | PGE Skra Bełchatów   |
| Daniel Pliński    | 2016 – 2018       | zakończenie kariery  |
| Adrian Buchowski  | 2016 – 2018       | MKS Będzin           |
| Łukasz Makowski   | 2016 – 2018       | Saaremaa VK          |
| w trakcie sezonu  |                   |                      |
| Dienis Kalinin    | 2018              | Nowa Nowokujbyszewsk |

## Drużyna

### Sztab
| Pierwszy trener | Roberto Santilli (do grudnia 2018) Michał Mieszko Gogol (od grudnia 2018) |
| Drugi trener    | Marcin Mierzejewski                                                       |
| Fizjoterapeuta  | Piotr Deptuła                                                             |
| Lekarz          | Wojciech Remiszewski                                                      |
| Statystyk       | Mateusz Nykiel                                                            |

### Zawodnicy
| Nr | Imię i nazwisko  | Data ur.   | Wzrost | Pozycja      |
| -- | ---------------- | ---------- | ------ | ------------ |
| 1  | Mateusz Kańczok  | 03.06.1993 | 203    | atakujący    |
| 2  | Jan Hadrava      | 03.06.1991 | 199    | atakujący    |
| 3  | Michał Żurek     | 03.06.1988 | 182    | libero       |
| 4  | Marcel Lux       | 27.07.1994 | 200    | przyjmujący  |
| 5  | Miłosz Zniszczoł | 02.07.1986 | 199    | środkowy     |
| 6  | Robbert Andringa | 28.10.1990 | 192    | przyjmujący  |
| 7  | Serhij Kapełuś   | 22.10.1982 | 191    | przyjmujący  |
| 8  | Dienis Kalinin   | 28.04.1984 | 200    | przyjmujący  |
| 9  | Paweł Pietraszko | 05.10.1990 | 201    | środkowy     |
| 10 | Radosław Gil     | 25.01.1997 | 191    | rozgrywający |
| 11 | Marcin Wika      | 09.11.1983 | 194    | przyjmujący  |
| 12 | Paweł Woicki     | 29.06.1983 | 183    | rozgrywający |
| 13 | Sebastian Warda  | 18.01.1989 | 205    | środkowy     |
| 14 | Jakub Urbanowicz | 14.08.1993 | 203    | przyjmujący  |
| 15 | Rafał Maluchnik  | 10.05.1995 | 185    | rozgrywający |
| 16 | Mateusz Poręba   | 13.03.1999 | 202    | środkowy     |
| 17 | Jakub Zabłocki   | 10.04.1995 | 188    | libero       |
| 18 | Dawid Sokołowski | 06.10.2000 | 192    | przyjmujący  |

## Mecze w PlusLidze

### Faza zasadnicza
| 14.10.2018 | GKS Katowice | 3:1 (25:23, 25:17, 23:25, 25:23) | Indykpol AZS Olsztyn | Hala Szopienice, Katowice                                                                          |  |
| 17:30      | Wyjściowe ustawienie: Karol Butryn 22 pkt Tomas Rousseaux 14 pkt Dominik Depowski 13 pkt Bartłomiej Krulicki 11 pkt Emanuel Kohút 10 pkt Maciej Fijałek 1 pkt Bartosz Mariański (L) Zmiany: Dawid Woch 1 pkt Rafał Sobański 1 pkt Marcin Komenda 0 pkt | statystyki                       | Wyjściowe ustawienie: 15 pkt Jan Hadrava 13 pkt Marcel Lux 8 pkt Miłosz Zniszczoł 8 pkt Serhij Kapełuś 4 pkt Paweł Pietraszko 0 pkt Paweł Woicki (L) Michał Żurek Zmiany: 5 pkt Sebastian Warda 4 pkt Jakub Urbanowicz 2 pkt Dienis Kalinin 1 pkt Mateusz Kańczok 1 pkt Radosław Gil | Sędzia I: Tomasz Flis Sędzia II: Jacek Litwin Komisarz: Janusz Kapka Widzów: 650 MVP: Karol Butryn |  |

| 17.10.2018 | Indykpol AZS Olsztyn | 0:3 (22:25, 22:25, 17:25) | Cerrad Czarni Radom | Hala Urania, Olsztyn                                                                                               |  |
| 18:00      | Wyjściowe ustawienie: Jan Hadrava 11 pkt Serhij Kapełuś 9 pkt Sebastian Warda 7 pkt Miłosz Zniszczoł 2 pkt Dienis Kalinin 2 pkt Paweł Woicki 0 pkt Michał Żurek (L) Zmiany: Marcel Lux 10 pkt Mateusz Kańczok 0 pkt Radosław Gil 0 pkt Jakub Urbanowicz 0 pkt Robbert Andringa (L) | statystyki                | Wyjściowe ustawienie: 16 pkt Wojciech Żaliński 13 pkt Maksim Żygałow 12 pkt Norbert Huber 9 pkt Tomasz Fornal 6 pkt Alen Pajenk 2 pkt Dejan Vinčić (L) Michał Ruciak Zmiany: (L) Kacper Wasilewski | Sędzia I: Mariusz Gadzina Sędzia II: Jacek Litwin Komisarz: Andrzej Wołkowycki Widzów: 1829 MVP: Wojciech Żaliński |  |

| 20.10.2018 | Indykpol AZS Olsztyn | 3:0 (26:24, 25:23, 25:15) | MKS Będzin | Hala Urania, Olsztyn                                                                                              |  |
| 17:30      | Wyjściowe ustawienie: Jan Hadrava 21 pkt Marcel Lux 11 pkt Serhij Kapełuś 11 pkt Miłosz Zniszczoł 9 pkt Sebastian Warda 6 pkt Paweł Woicki 0 pkt Michał Żurek (L) Zmiany: Mateusz Kańczok 0 pkt Radosław Gil 0 pkt | statystyki                | Wyjściowe ustawienie: 12 pkt Lincoln Williams 6 pkt Adrian Buchowski 5 pkt Artur Ratajczak 5 pkt Bartłomiej Grzechnik 2 pkt Łukasz Kozub 2 pkt Jake Langlois (L) Michał Potera Zmiany: 8 pkt Jakub Peszko 3 pkt Rafał Faryna 1 pkt Tomasz Kowalski | Sędzia I: Jarosław Makowski Sędzia II: Maciej Maciejewski Komisarz: Andrzej Skorupa Widzów: 1738 MVP: Jan Hadrava |  |

| 27.10.2018 | PGE Skra Bełchatów | 0:3 (24:26, 17:25, 22:25) | Indykpol AZS Olsztyn | Hala Energia, Bełchatów                                                                                    |  |
| 14:45      | Wyjściowe ustawienie: Jakub Kochanowski 15 pkt Milad Ebadipur 11 pkt Artur Szalpuk 11 pkt Renee Teppan 5 pkt Karol Kłos 4 pkt Grzegorz Łomacz 1 pkt Kacper Piechocki (L) Zmiany: Mariusz Wlazły 1 pkt Milan Katić 0 pkt Piotr Orczyk 0 pkt | statystyki                | Wyjściowe ustawienie: 17 pkt Jan Hadrava 13 pkt Marcel Lux 11 pkt Sebastian Warda 9 pkt Serhij Kapełuś 8 pkt Miłosz Zniszczoł 0 pkt Paweł Woicki (L) Michał Żurek Zmiany: 0 pkt Mateusz Kańczok 0 pkt Dienis Kalinin 0 pkt Jakub Zabłocki | Sędzia I: Maciej Twardowski Sędzia II: Szymon Pindral Komisarz: Jerzy Kajzer Widzów: 2142 MVP: Jan Hadrava |  |

| 31.10.2018 | Trefl Gdańsk | 3:2 (19:25, 22:25, 25:20, 31:29, 15:6) | Indykpol AZS Olsztyn | Hala CSB, Elbląg                                                                                       |  |
| 18:00      | Wyjściowe ustawienie: Maciej Muzaj 29 pkt Piotr Nowakowski 14 pkt Ruben Schott 14 pkt Nikola Mijailović 13 pkt Wojciech Grzyb 3 pkt Marcin Janusz 1 pkt Maciej Olenderek (L) Zmiany: Patryk Niemiec 11 pkt Szymon Jakubiszak 2 pkt Michał Kozłowski 2 pkt Miłosz Hebda 0 pkt | statystyki                             | Wyjściowe ustawienie: 30 pkt Jan Hadrava 15 pkt Serhij Kapełuś 10 pkt Marcel Lux 8 pkt Sebastian Warda 5 pkt Miłosz Zniszczoł 1 pkt Paweł Woicki (L) Michał Żurek Zmiany: 6 pkt Paweł Pietraszko 1 pkt Dienis Kalinin 0 pkt Mateusz Kańczok 0 pkt Robbert Andringa 0 pkt Radosław Gil 0 pkt Jakub Urbanowicz | Sędzia I: Marek Lagierski Sędzia II: Piotr Król Komisarz: Sławomir Supa Widzów: 2100 MVP: Maciej Muzaj |  |

| 02.11.2018 | Indykpol AZS Olsztyn | 1:3 (22:25, 28:30, 25:23, 16:25) | ZAKSA Kędzierzyn-Koźle | Hala Urania, Olsztyn                                                                                                  |  |
| 20:30      | Wyjściowe ustawienie: Marcel Lux 24 pkt Jan Hadrava 17 pkt Serhij Kapełuś 13 pkt Sebastian Warda 6 pkt Miłosz Zniszczoł 2 pkt Paweł Woicki 0 pkt Michał Żurek (L) Zmiany: Mateusz Kańczok 5 pkt Robbert Andringa 2 pkt Paweł Pietraszko 1 pkt Dienis Kalinin 0 pkt Radosław Gil 0 pkt Jakub Urbanowicz 0 pkt Jakub Zabłocki (L) | statystyki                       | Wyjściowe ustawienie: 19 pkt Mateusz Bieniek 16 pkt Aleksander Śliwka 15 pkt Łukasz Kaczmarek 15 pkt Sam Deroo 6 pkt Mateusz Sacharewicz 2 pkt Benjamin Toniutti (L) Paweł Zatorski Zmiany: 2 pkt Brandon Koppers 0 pkt Przemysław Stępień | Sędzia I: Magdalena Niewiarowska Sędzia II: Marcin Herbik Komisarz: Bogusław Kawiak Widzów: 2399 MVP: Mateusz Bieniek |  |

| 10.11.2018 | Indykpol AZS Olsztyn | 3:0 (30:28, 25:17, 26:24) | Chemik Bydgoszcz | Hala Urania, Olsztyn                                                                                           |  |
| 20:00      | Wyjściowe ustawienie: Jan Hadrava 26 pkt Serhij Kapełuś 14 pkt Paweł Pietraszko 11 pkt Robbert Andringa 8 pkt Miłosz Zniszczoł 4 pkt Paweł Woicki 2 pkt Michał Żurek (L) Zmiany: Mateusz Kańczok 0 pkt Marcel Lux 0 pkt Dienis Kalinin 0 pkt Radosław Gil 0 pkt | statystyki                | Wyjściowe ustawienie: 14 pkt Bartłomiej Lipiński 13 pkt Bartosz Filipiak 8 pkt Nikola Kovačević 5 pkt Maksim Marozau 2 pkt Raphael Margarido 2 pkt Michał Szalacha (L) Adam Kowalski Zmiany: 8 pkt Paweł Gryc 3 pkt Patryk Akala 1 pkt Jan Lesiuk 0 pkt Mateusz Siwicki 0 pkt Piotr Sieńko | Sędzia I: Piotr Skowroński Sędzia II: Jacek Broński Komisarz: Grzegorz Szewczyk Widzów: 1839 MVP: Paweł Woicki |  |

| 18.11.2018 | Indykpol AZS Olsztyn | 1:3 (22:25, 25:27, 25:18, 14:25) | Jastrzębski Węgiel | Hala Urania, Olsztyn                                                                                                 |  |
| 14:45      | Wyjściowe ustawienie: Paweł Pietraszko 16 pkt Jan Hadrava 13 pkt Robbert Andringa 12 pkt Serhij Kapełuś 9 pkt Sebastian Warda 3 pkt Paweł Woicki 0 pkt Michał Żurek (L) Zmiany: Miłosz Zniszczoł 5 pkt Mateusz Kańczok 3 pkt Marcel Lux 3 pkt Radosław Gil 0 pkt Jakub Urbanowicz 0 pkt | statystyki                       | Wyjściowe ustawienie: 19 pkt Christian Fromm 16 pkt Julien Lyneel 8 pkt Grzegorz Kosok 8 pkt Dawid Konarski 5 pkt Piotr Hain 4 pkt Lukas Kampa (L) Jakub Popiwczak Zmiany: 6 pkt Jakub Bucki 4 pkt Dawid Gunia 1 pkt Patryk Czyrniański 0 pkt Nikodem Wolański | Sędzia I: Maciej Twardowski Sędzia II: Mariusz Gadzina Komisarz: Witold Murczkiewicz Widzów: 2368 MVP: Julien Lyneel |  |

| 23.11.2018 | Asseco Resovia Rzeszów | 2:3 (23:25, 23:25, 25:18, 25:16, 11:15) | Indykpol AZS Olsztyn | Hala Podpromie, Rzeszów                                                                                          |  |
| 20:30      | Wyjściowe ustawienie: Thibault Rossard 21 pkt Damian Schulz 13 pkt Marcin Możdżonek 13 pkt Bartłomiej Lemański 9 pkt Rafael Redwitz 3 pkt Rafał Buszek 2 pkt Luke Perry (L) Zmiany: Kawika Shoji 5 pkt Jakub Jarosz 3 pkt Mateusz Mika 3 pkt David Smith 0 pkt | statystyki                              | Wyjściowe ustawienie: 18 pkt Jan Hadrava 15 pkt Serhij Kapełuś 12 pkt Paweł Pietraszko 11 pkt Robbert Andringa 8 pkt Miłosz Zniszczoł 1 pkt Paweł Woicki (L) Michał Żurek Zmiany: 1 pkt Mateusz Kańczok 1 pkt Marcel Lux 0 pkt Radosław Gil 0 pkt Jakub Urbanowicz | Sędzia I: Maciej Kolendowski Sędzia II: Piotr Król Komisarz: Sebastian Michalak Widzów: 3937 MVP: Serhij Kapełuś |  |

| 09.12.2018 | Indykpol AZS Olsztyn | 2:3 (25:11, 10:25, 25:22, 18:25, 11:15) | Cuprum Lubin | Hala Urania, Olsztyn                                                                                            |  |
| 17:30      | Wyjściowe ustawienie: Jan Hadrava 22 pkt Serhij Kapełuś 15 pkt Sebastian Warda 8 pkt Robbert Andringa 5 pkt Paweł Pietraszko 4 pkt Paweł Woicki 0 pkt Michał Żurek (L) Zmiany: Marcel Lux 6 pkt Miłosz Zniszczoł 2 pkt Jakub Urbanowicz 2 pkt Mateusz Kańczok 1 pkt Radosław Gil 1 pkt | statystyki                              | Wyjściowe ustawienie: 20 pkt Igor Grobelny 15 pkt Masahiro Yanagida 13 pkt Jakub Ziobrowski 11 pkt Mariusz Marcyniak 2 pkt Kert Toobal 0 pkt Damian Boruch (L) Jędrzej Gruszczyński Zmiany: 8 pkt Przemysław Smoliński 0 pkt Maciej Gorzkiewicz 0 pkt Adrian Patucha 0 pkt Jakub Wachnik | Sędzia I: Maciej Twardowski Sędzia II: Tomasz Flis Komisarz: Andrzej Wołkowycki Widzów: 1874 MVP: Igor Grobelny |  |

| 12.12.2018 | Onico Warszawa | 3:1 (25:18, 25:21, 21:25, 25:11) | Indykpol AZS Olsztyn | Hala Torwar, Warszawa                                                                                         |  |
| 20:30      | Wyjściowe ustawienie: Bartosz Kurek 21 pkt Bartosz Kwolek 12 pkt Piotr Łukasik 12 pkt Graham Vigrass 12 pkt Andrzej Wrona 5 pkt Antoine Brizard 4 pkt Damian Wojtaszek (L) Zmiany: Jan Nowakowski 1 pkt Nikołaj Penczew 0 pkt | statystyki                       | Wyjściowe ustawienie: 17 pkt Jan Hadrava 11 pkt Paweł Pietraszko 6 pkt Marcel Lux 6 pkt Miłosz Zniszczoł 6 pkt Serhij Kapełuś 0 pkt Paweł Woicki (L) Michał Żurek Zmiany: 7 pkt Jakub Urbanowicz 1 pkt Mateusz Kańczok 0 pkt Radosław Gil 0 pkt Mateusz Poręba 0 pkt Jakub Zabłocki | Sędzia I: Szymon Pindral Sędzia II: Agnieszka Michlic Komisarz: Sławomir Supa Widzów: 4525 MVP: Bartosz Kurek |  |

| 15.12.2018 | Indykpol AZS Olsztyn | 2:3 (23:25, 18:25, 25:23, 25:17, 09:15) | Aluron Virtu Warta Zawiercie | Hala Urania, Olsztyn                                                                                          |  |
| 20:30      | Wyjściowe ustawienie: Jan Hadrava 18 pkt Paweł Pietraszko 11 pkt Sebastian Warda 10 pkt Serhij Kapełuś 6 pkt Marcel Lux 3 pkt Paweł Woicki 0 pkt Michał Żurek (L) Zmiany: Marcin Wika 7 pkt Jakub Urbanowicz 6 pkt Mateusz Kańczok 1 pkt Radosław Gil 0 pkt Jakub Zabłocki 0 pkt | statystyki                              | Wyjściowe ustawienie: 23 pkt Grzegorz Bociek 14 pkt Krzysztof Rejno 13 pkt Kamil Semeniuk 9 pkt Marcin Waliński 7 pkt Bartosz Gawryszewski 4 pkt Michal Masný (L) Taichirō Koga Zmiany: 3 pkt Michał Żuk 2 pkt Mateusz Malinowski 2 pkt Alexandre Ferreira 0 pkt Arshdeep Dosanjh 0 pkt Łukasz Swodczyk | Sędzia I: Jacek Litwin Sędzia II: Mariusz Gadzina Komisarz: Andrzej Urbański Widzów: 1682 MVP: Kamil Semeniuk |  |

| 28.12.2018 | Indykpol AZS Olsztyn | 1:3 (19:25, 18:25, 25:21, 15:25) | GKS Katowice | Hala Urania, Olsztyn |  |
| 20:30      | Wyjściowe ustawienie: Jan Hadrava 19 pkt Paweł Pietraszko 8 pkt Marcin Wika 6 pkt Miłosz Zniszczoł 3 pkt Serhij Kapełuś 3 pkt Paweł Woicki 0 pkt Michał Żurek (L) Zmiany: Jakub Urbanowicz 12 pkt Mateusz Kańczok 1 pkt Sebastian Warda 0 pkt | statystyki                       | Wyjściowe ustawienie: 20 pkt Tomas Rousseaux 19 pkt Karol Butryn 12 pkt Emanuel Kohút 10 pkt Gonzalo Quiroga 8 pkt Bartłomiej Krulicki 5 pkt Marcin Komenda (L) Bartosz Mariański Zmiany: 1 pkt Wojciech Sobala 0 pkt Dawid Woch 0 pkt Maciej Fijałek 0 pkt Bartosz Krzysiek | Sędzia I: Maciej Maciejewski Sędzia II: Agnieszka Michlic Komisarz: Grzegorz Szewczyk Widzów: 2069 MVP: Bartosz Mariański |  |

| 13.01.2019 | Cerrad Czarni Radom | 3:2 (16:25, 25:20, 25:14, 18:25, 15:07) | Indykpol AZS Olsztyn | Hala MOSiR, Radom                                                                                                |  |
| 14:45      | Wyjściowe ustawienie: Tomasz Fornal 16 pkt Wojciech Żaliński 15 pkt Alen Pajenk 9 pkt Norbert Huber 6 pkt Dejan Vinčić 5 pkt Maksim Żygałow 4 pkt Michał Ruciak (L) Zmiany: Michał Filip 18 pkt Kamil Kwasowski 2 pkt Reto Giger 0 pkt Jakub Rybicki 0 pkt | statystyki                              | Wyjściowe ustawienie: 15 pkt Jan Hadrava 14 pkt Paweł Pietraszko 13 pkt Jakub Urbanowicz 10 pkt Robbert Andringa 5 pkt Sebastian Warda 1 pkt Paweł Woicki (L) Michał Żurek Zmiany: 5 pkt Serhij Kapełuś 4 pkt Miłosz Zniszczoł 3 pkt Mateusz Kańczok 1 pkt Radosław Gil (L) Jakub Zabłocki | Sędzia I: Maciej Kolendowski Sędzia II: Tomasz Flis Komisarz: Witold Murczkiewicz Widzów: 1500 MVP: Michał Filip |  |

| 21.01.2019 | MKS Będzin | 0:3 (14:25, 36:38, 19:25) | Indykpol AZS Olsztyn | Hala widowiskowo-sportowa, Sosnowiec                                                                                |  |
| 20:30      | Wyjściowe ustawienie: Lincoln Williams 17 pkt Adrian Buchowski 7 pkt Bartłomiej Grzechnik 4 pkt Jakub Peszko 1 pkt Lukáš Ticháček 1 pkt Artur Ratajczak 0 pkt Michał Potera (L) Zmiany: Jan Fornal 18 pkt Rafał Faryna 6 pkt Jake Langlois 3 pkt Tomasz Kowalski 0 pkt Szymon Gregorowicz 0 pkt | statystyki                | Wyjściowe ustawienie: 18 pkt Jan Hadrava 13 pkt Serhij Kapełuś 12 pkt Robbert Andringa 11 pkt Miłosz Zniszczoł 6 pkt Paweł Pietraszko 2 pkt Paweł Woicki (L) Michał Żurek Zmiany: 1 pkt Sebastian Warda 0 pkt Mateusz Kańczok | Sędzia I: Magdalena Niewiarowska Sędzia II: Szymon Pindral Komisarz: Janusz Kapka Widzów: 350 MVP: Miłosz Zniszczoł |  |

| 02.02.2019 | Indykpol AZS Olsztyn | 3:1 (20:25, 36:34, 25:21, 25:15) | PGE Skra Bełchatów | Hala Urania, Olsztyn                                                                                      |  |
| 14:45      | Wyjściowe ustawienie: Jan Hadrava 24 pkt Robbert Andringa 12 pkt Miłosz Zniszczoł 11 pkt Paweł Pietraszko 11 pkt Serhij Kapełuś 5 pkt Paweł Woicki 3 pkt Michał Żurek (L) Zmiany: Marcel Lux 11 pkt Mateusz Kańczok 0 pkt Sebastian Warda 0 pkt | statystyki                       | Wyjściowe ustawienie: 20 pkt Renee Teppan 14 pkt Karol Kłos 14 pkt Jakub Kochanowski 12 pkt Piotr Orczyk 8 pkt Milan Katić 2 pkt Grzegorz Łomacz (L) Kacper Piechocki Zmiany: 0 pkt Kamil Droszyński 0 pkt Mariusz Wlazły 0 pkt Robert Milczarek | Sędzia I: Marek Budzik Sędzia II: Piotr Król Komisarz: Witold Murczkiewicz Widzów: 2390 MVP: Paweł Woicki |  |

| 06.02.2019 | ZAKSA Kędzierzyn-Koźle | 3:1 (25:18, 33:35, 25:20, 25:22) | Indykpol AZS Olsztyn | Hala Azoty, Kędzierzyn-Koźle                                                                                        |  |
| 18:30      | Wyjściowe ustawienie: Łukasz Kaczmarek 25 pkt Aleksander Śliwka 22 pkt Rafał Szymura 12 pkt Łukasz Wiśniewski 9 pkt Tomasz Kalembka 9 pkt Benjamin Toniutti 2 pkt Paweł Zatorski (L) Zmiany: Brandon Koppers 2 pkt Przemysław Stępień 0 pkt James Shaw 0 pkt | statystyki                       | Wyjściowe ustawienie: 21 pkt Jan Hadrava 16 pkt Marcel Lux 15 pkt Paweł Pietraszko 10 pkt Robbert Andringa 8 pkt Miłosz Zniszczoł 0 pkt Paweł Woicki (L) Michał Żurek Zmiany: 2 pkt Mateusz Kańczok 1 pkt Sebastian Warda 0 pkt Radosław Gil | Sędzia I: Wojciech Maroszek Sędzia II: Zbigniew Wolski Komisarz: Grzegorz Szewczyk Widzów: 1583 MVP: Paweł Zatorski |  |

| 10.02.2019 | Indykpol AZS Olsztyn | 2:3 (25:20, 16:25, 18:25, 25:19, 11:15) | Trefl Gdańsk | Hala Urania, Olsztyn                                                                                               |  |
| 17:30      | Wyjściowe ustawienie: Jan Hadrava 16 pkt Marcel Lux 14 pkt Robbert Andringa 11 pkt Miłosz Zniszczoł 10 pkt Paweł Pietraszko 6 pkt Paweł Woicki 0 pkt Michał Żurek (L) Zmiany: Sebastian Warda 4 pkt Mateusz Kańczok 3 pkt Jakub Urbanowicz 1 pkt Radosław Gil 0 pkt | statystyki                              | Wyjściowe ustawienie: 28 pkt Maciej Muzaj 18 pkt Piotr Nowakowski 14 pkt Ruben Schott 8 pkt Patryk Niemiec 4 pkt Nikola Mijailović 2 pkt Marcin Janusz (L) Maciej Olenderek Zmiany: 7 pkt Miłosz Hebda 0 pkt Szymon Jakubiszak 0 pkt Michał Kozłowski | Sędzia I: Marek Lagierski Sędzia II: Maciej Twardowski Komisarz: Robert Grzanka Widzów: 2234 MVP: Piotr Nowakowski |  |

| 15.02.2019 | Chemik Bydgoszcz | 3:1 (25:19, 20:25, 25:23, 25:20) | Indykpol AZS Olsztyn | Hala Łuczniczka, Bydgoszcz                                                                                    |  |
| 17:30      | Wyjściowe ustawienie: Bartosz Filipiak 21 pkt Nikola Kovačević 18 pkt Bartłomiej Lipiński 12 pkt Maksim Marozau 10 pkt Mateusz Siwicki 4 pkt Raphael Margarido 2 pkt Adam Kowalski (L) Zmiany: Paweł Gryc 0 pkt Kacper Bobrowski 0 pkt Marcin Karakuła 0 pkt | statystyki                       | Wyjściowe ustawienie: 22 pkt Jan Hadrava 11 pkt Paweł Pietraszko 8 pkt Miłosz Zniszczoł 8 pkt Robbert Andringa 3 pkt Marcel Lux 0 pkt Paweł Woicki (L) Michał Żurek Zmiany: 13 pkt Serhij Kapełuś 2 pkt Mateusz Kańczok 0 pkt Radosław Gil | Sędzia I: Tomasz Flis Sędzia II: Paweł Burkiewicz Komisarz: Sławomir Supa Widzów: 1850 MVP: Raphael Margarido |  |

| 20.02.2019 | Jastrzębski Węgiel | 2:3 (31:33, 25:21, 27:25, 22:25, 13:15) | Indykpol AZS Olsztyn | Hala widowiskowo-sportowa, Jastrzębie-Zdrój                                                                 |  |
| 18:00      | Wyjściowe ustawienie: Dawid Konarski 24 pkt Christian Fromm 21 pkt Julien Lyneel 20 pkt Grzegorz Kosok 9 pkt Piotr Hain 9 pkt Lukas Kampa 3 pkt Jakub Popiwczak (L) Zmiany: Jakub Bucki 0 pkt Paweł Rusek 0 pkt | statystyki                              | Wyjściowe ustawienie: 19 pkt Jan Hadrava 19 pkt Marcel Lux 13 pkt Miłosz Zniszczoł 13 pkt Robbert Andringa 11 pkt Paweł Pietraszko 2 pkt Paweł Woicki (L) Michał Żurek Zmiany: 0 pkt Mateusz Kańczok 0 pkt Serhij Kapełuś 0 pkt Radosław Gil 0 pkt Sebastian Warda | Sędzia I: Szymon Pindral Sędzia II: Mariusz Gadzina Komisarz: Andrzej Urbański Widzów: 2611 MVP: Marcel Lux |  |

| 24.02.2019 | Indykpol AZS Olsztyn | 3:0 (25:22, 25:22, 25:18) | Asseco Resovia Rzeszów | Hala Urania, Olsztyn                                                                                                |  |
| 17:30      | Wyjściowe ustawienie: Jan Hadrava 21 pkt Marcel Lux 11 pkt Robbert Andringa 11 pkt Miłosz Zniszczoł 4 pkt Paweł Pietraszko 2 pkt Paweł Woicki 2 pkt Michał Żurek (L) Zmiany: Mateusz Kańczok 2 pkt Serhij Kapełuś 0 pkt Radosław Gil 0 pkt | statystyki                | Wyjściowe ustawienie: 13 pkt Jakub Jarosz 11 pkt Thibault Rossard 9 pkt Rafał Buszek 8 pkt David Smith 1 pkt Kawika Shoji 1 pkt Marcin Możdżonek (L) Luke Perry (L) Mateusz Masłowski Zmiany: 2 pkt Bartłomiej Lemański 0 pkt Łukasz Kozub 0 pkt Damian Schulz 0 pkt Mateusz Mika | Sędzia I: Paweł Burkiewicz Sędzia II: Maciej Kolendowski Komisarz: Andrzej Wołkowycki Widzów: 2031 MVP: Jan Hadrava |  |

| 03.03.2019 | Cuprum Lubin | 1:3 (25:19, 22:25, 20:25, 21:25) | Indykpol AZS Olsztyn | Hala RCS, Lubin |  |
| 17:30      | Wyjściowe ustawienie: Igor Grobelny 18 pkt Jakub Ziobrowski 12 pkt Luke Smith 11 pkt Przemysław Smoliński 7 pkt Mariusz Marcyniak 4 pkt Maciej Gorzkiewicz 3 pkt Jędrzej Gruszczyński (L) Zmiany: Jakub Wachnik 6 pkt Kert Toobal 3 pkt Damian Boruch 3 pkt Adrian Patucha 3 pkt Bartłomiej Zawalski 1 pkt Filip Biegun 0 pkt | statystyki                       | Wyjściowe ustawienie: 24 pkt Jan Hadrava 8 pkt Marcel Lux 8 pkt Miłosz Zniszczoł 7 pkt Robbert Andringa 6 pkt Mateusz Poręba 5 pkt Paweł Woicki (L) Michał Żurek Zmiany: 9 pkt Serhij Kapełuś 1 pkt Mateusz Kańczok 0 pkt Radosław Gil 0 pkt Marcin Wika | Sędzia I: Piotr Skowroński Sędzia II: Agnieszka Michlic Komisarz: Zbigniew Tokarski Widzów: 1122 MVP: Paweł Woicki |  |

| 08.03.2019 | Indykpol AZS Olsztyn | 1:3 (19:25, 21:25, 25:20, 18:25) | Onico Warszawa | Hala Urania, Olsztyn                                                                                    |  |
| 20:30      | Wyjściowe ustawienie: Jan Hadrava 16 pkt Marcel Lux 10 pkt Paweł Pietraszko 10 pkt Miłosz Zniszczoł 6 pkt Serhij Kapełuś 2 pkt Paweł Woicki 0 pkt Michał Żurek (L) Zmiany: Jakub Urbanowicz 4 pkt Marcin Wika 3 pkt Radosław Gil 0 pkt Sebastian Warda 0 pkt Mateusz Poręba 0 pkt | statystyki                       | Wyjściowe ustawienie: 18 pkt Bartosz Kurek 14 pkt Bartosz Kwolek 12 pkt Piotr Łukasik 10 pkt Graham Vigrass 7 pkt Antoine Brizard 3 pkt Andrzej Wrona (L) Damian Wojtaszek Zmiany: 3 pkt Sharone Vernon-Evans 1 pkt Nikołaj Penczew 0 pkt Jakub Kowalczyk | Sędzia I: Marcin Weiner Sędzia II: Piotr Król Komisarz: Bogusław Kawiak Widzów: 2399 MVP: Bartosz Kurek |  |

| 17.03.2019 | Aluron Virtu Warta Zawiercie | 3:0 (25:15, 25:21, 25:22) | Indykpol AZS Olsztyn | Hala OSiR II, Zawiercie                                                                                                  |  |
| 14:45      | Wyjściowe ustawienie: Mateusz Malinowski 21 pkt Krzysztof Rejno 11 pkt Alexandre Ferreira 8 pkt Marcin Waliński 6 pkt Marcin Kania 2 pkt Michal Masný 1 pkt Taichirō Koga (L) Zmiany: Łukasz Swodczyk 5 pkt Kamil Semeniuk 4 pkt Arshdeep Dosanjh 0 pkt Michał Żuk 0 pkt Krzysztof Andrzejewski (L) | statystyki                | Wyjściowe ustawienie: 10 pkt Jan Hadrava 8 pkt Serhij Kapełuś 6 pkt Paweł Pietraszko 4 pkt Marcel Lux 4 pkt Miłosz Zniszczoł 1 pkt Paweł Woicki (L) Michał Żurek Zmiany: 5 pkt Marcin Wika 4 pkt Sebastian Warda 1 pkt Mateusz Kańczok 0 pkt Radosław Gil 0 pkt Mateusz Poręba | Sędzia I: Magdalena Niewiarowska Sędzia II: Marcin Herbik Komisarz: Albert Semeniuk Widzów: 1500 MVP: Mateusz Malinowski |  |

### Faza playoff

#### Mecze o 9. miejsce (do 2 zwycięstw)
| 30.03.2019 | Indykpol AZS Olsztyn | 0:3 (18:25, 20:25, 26:28) | Trefl Gdańsk | Hala Urania, Olsztyn                                                                                     |  |
| 17:30      | Wyjściowe ustawienie: Jan Hadrava 16 pkt Serhij Kapełuś 10 pkt Marcel Lux 7 pkt Paweł Pietraszko 4 pkt Miłosz Zniszczoł 3 pkt Paweł Woicki 0 pkt Jakub Zabłocki (L) Zmiany: Sebastian Warda 3 pkt Mateusz Poręba 2 pkt Mateusz Kańczok 0 pkt Radosław Gil 0 pkt | statystyki                | Wyjściowe ustawienie: 24 pkt Maciej Muzaj 10 pkt Piotr Nowakowski 8 pkt Patryk Niemiec 8 pkt Ruben Schott 6 pkt Nikola Mijailović 1 pkt Marcin Janusz (L) Maciej Olenderek Zmiany: 0 pkt Szymon Jakubiszak 0 pkt Miłosz Hebda | Sędzia I: Marcin Weiner Sędzia II: Marek Budzik Komisarz: Bogusław Kawiak Widzów: 1678 MVP: Maciej Muzaj |  |

| 05.04.2019 | Trefl Gdańsk | 3:0 (25:22, 25:23, 25:23) | Indykpol AZS Olsztyn | Ergo Arena, Gdańsk                                                                                                |  |
| 17:30      | Wyjściowe ustawienie: Maciej Muzaj 18 pkt Piotr Nowakowski 11 pkt Nikola Mijailović 7 pkt Ruben Schott 7 pkt Marcin Janusz 5 pkt Patryk Niemiec 4 pkt Maciej Olenderek (L) Zmiany: Wojciech Grzyb 4 pkt Szymon Jakubiszak 0 pkt Miłosz Hebda 0 pkt Michał Kozłowski 0 pkt | statystyki                | Wyjściowe ustawienie: 21 pkt Jan Hadrava 11 pkt Serhij Kapełuś 8 pkt Mateusz Poręba 4 pkt Marcin Wika 4 pkt Sebastian Warda 0 pkt Paweł Woicki (L) Michał Żurek Zmiany: 0 pkt Mateusz Kańczok 0 pkt Miłosz Zniszczoł | Sędzia I: Agnieszka Michlic Sędzia II: Jarosław Makowski Komisarz: Bogusław Kawiak Widzów: 2100 MVP: Maciej Muzaj |  |

## Mecze w europejskich pucharach

### Puchar CEV

#### 1/32 finału
| 06.11.2018 | Indykpol AZS Olsztyn | 3:0 (25:14, 25:16, 25:20) | Hurrikaani-Loimaa | Hala Urania, Olsztyn                                          |  |
| 18:00      | Wyjściowe ustawienie: Jan Hadrava 11 pkt Sebastian Warda 11 pkt Paweł Pietraszko 10 pkt Robbert Andringa 9 pkt Serhij Kapełuś 2 pkt Paweł Woicki 0 pkt Michał Żurek (L) Zmiany: Marcel Lux 6 pkt Mateusz Kańczok 3 pkt Radosław Gil 2 pkt Jakub Urbanowicz 1 pkt | statystyki                | Wyjściowe ustawienie: 12 pkt Antti Ropponen 9 pkt Tapio Toiviainen 6 pkt Matti Oivanen 4 pkt Henrik Porkka 2 pkt Matt West 1 pkt Eero Eemeli Kouki (L) Aleksi Mutka Zmiany: 5 pkt Tomi Rumpunen | Sędzia I: Dusan Rychlik Sędzia II: Gyula Tillmann Widzów: 918 |  |

| 13.11.2018 | Hurrikaani-Loimaa | 1:3 (17:25, 25:17, 17:25, 20:25) | Indykpol AZS Olsztyn | Loimaan Liikuntahalli, Loimaa                                         |  |
| 19:00      | Wyjściowe ustawienie: Antti Ropponen 14 pkt Tomi Rumpunen 14 pkt Matti Oivanen 11 pkt Tapio Toiviainen 10 pkt Henrik Porkka 9 pkt Matt West 1 pkt Aleksi Mutka (L) Zmiany: Eero Eemeli Kouki 3 pkt Niko Kasimir Vuorinen 0 pkt Jesse Mäntylä (L) | statystyki                       | Wyjściowe ustawienie: 15 pkt Jan Hadrava 13 pkt Sebastian Warda 11 pkt Paweł Pietraszko 8 pkt Robbert Andringa 6 pkt Dienis Kalinin 0 pkt Paweł Woicki (L) Michał Żurek Zmiany: 12 pkt Mateusz Kańczok 5 pkt Jakub Urbanowicz 1 pkt Radosław Gil (L) Jakub Zabłocki | Sędzia I: Olga Abrosimowa Sędzia II: Sеrgеj Wajtеchowicz Widzów: 1900 |  |

#### 1/16 finału
| 28.11.2018 | Indykpol AZS Olsztyn | 3:1 (25:23, 27:29, 25:23, 25:18) | PAOK | Hala Urania, Olsztyn                                        |  |
| 18:00      | Wyjściowe ustawienie: Miłosz Zniszczoł 15 pkt Paweł Pietraszko 15 pkt Jan Hadrava 14 pkt Marcel Lux 9 pkt Robbert Andringa 6 pkt Paweł Woicki 1 pkt Michał Żurek (L) Zmiany: Serhij Kapełuś 12 pkt Radosław Gil 1 pkt Jakub Urbanowicz 0 pkt Jakub Zabłocki 0 pkt | statystyki                       | Wyjściowe ustawienie: 17 pkt Iván Márquez 14 pkt Ewgenios Gortsaniuk 10 pkt Ioannis Takouridis 7 pkt Anastasios Gatsis 4 pkt Aleksander Szafranowicz 0 pkt Dimitris Filipow (L) Dimitris Konstantinidis Zmiany: 11 pkt Javier Jiménez 1 pkt Alexandros Boutos 0 pkt Athanasios Terzis | Sędzia I: Dejan Rogić Sędzia II: Erko Varblane Widzów: 1800 |  |

| 05.12.2018 | PAOK | 3:2 (25:22, 17:25, 16:25, 25:21, 15:12) | Indykpol AZS Olsztyn | PAOK Palace Sport, Saloniki                                      |  |
| 19:00      | Wyjściowe ustawienie: Aleksandar Okolić 17 pkt Ioannis Takouridis 11 pkt Ewgenios Gortsaniuk 7 pkt Iván Márquez 3 pkt Dimitris Filipow 1 pkt Aleksander Szafranowicz 1 pkt Nikitas Efremidis (L) Zmiany: Mitar Dzurits 5 pkt Konstantinos Kapetanidis 4 pkt Anastasios Gatsis 4 pkt Alexandros Boutos 4 pkt Javier Jiménez 3 pkt Athanasios Terzis 2 pkt Dimitris Konstantinidis (L) | statystyki                              | Wyjściowe ustawienie: 17 pkt Serhij Kapełuś 16 pkt Jan Hadrava 14 pkt Sebastian Warda 3 pkt Robbert Andringa 3 pkt Paweł Woicki 2 pkt Miłosz Zniszczoł (L) Michał Żurek Zmiany: 8 pkt Marcel Lux 6 pkt Mateusz Poręba 5 pkt Jakub Urbanowicz 3 pkt Mateusz Kańczok 1 pkt Paweł Pietraszko 0 pkt Radosław Gil (L) Jakub Zabłocki | Sędzia I: Andjelko Popovic Sędzia II: Irina Suhhova Widzów: 1000 |  |

#### 1/8 finału
| 19.12.2018 | Kuzbass Kemerowo | 3:2 (25:22, 25:14, 25:27, 23:25, 15:11) | Indykpol AZS Olsztyn | Kuzbass Arena, Kemerowo                                            |  |
| 19:00      | Wyjściowe ustawienie: Wiktor Poletajew 28 pkt Michaił Szczerbakow 11 pkt Jarosław Podlesnych 10 pkt Dmytro Paszycki 9 pkt Anton Karpuchow 8 pkt Igor Kobzar 5 pkt Lauri Kerminen (L) Zmiany: Siergiej Nikitin 5 pkt Iwan Łukjanienko 0 pkt | statystyki                              | Wyjściowe ustawienie: 26 pkt Jan Hadrava 13 pkt Serhij Kapełuś 13 pkt Paweł Pietraszko 9 pkt Miłosz Zniszczoł 9 pkt Jakub Urbanowicz 3 pkt Paweł Woicki (L) Michał Żurek Zmiany: 0 pkt Mateusz Kańczok 0 pkt Jakub Zabłocki | Sędzia I: Armando Simbari Sędzia II: Lyubomir Sirakov Widzów: 2100 |  |

| 17.01.2019 | Indykpol AZS Olsztyn | 1:3 (28:26, 19:25, 14:25, 19:25) | Kuzbass Kemerowo | Hala Urania, Gdańsk                                         |  |
| 18:00      | Wyjściowe ustawienie: Jan Hadrava 19 pkt Robbert Andringa 6 pkt Miłosz Zniszczoł 5 pkt Paweł Pietraszko 3 pkt Marcin Wika 3 pkt Paweł Woicki 0 pkt Michał Żurek (L) Zmiany: Mateusz Kańczok 8 pkt Jakub Urbanowicz 8 pkt Serhij Kapełuś 2 pkt Mateusz Poręba 1 pkt Radosław Gil 0 pkt | statystyki                       | Wyjściowe ustawienie: 26 pkt Wiktor Poletajew 10 pkt Jarosław Podlesnych 10 pkt Inał Tawasijew 9 pkt Anton Karpuchow 9 pkt Dmytro Paszycki 4 pkt Igor Kobzar (L) Lauri Kerminen | Sędzia I: Ramazan Cevik Sędzia II: Igli Feshti Widzów: 1811 |  |